# Navajas

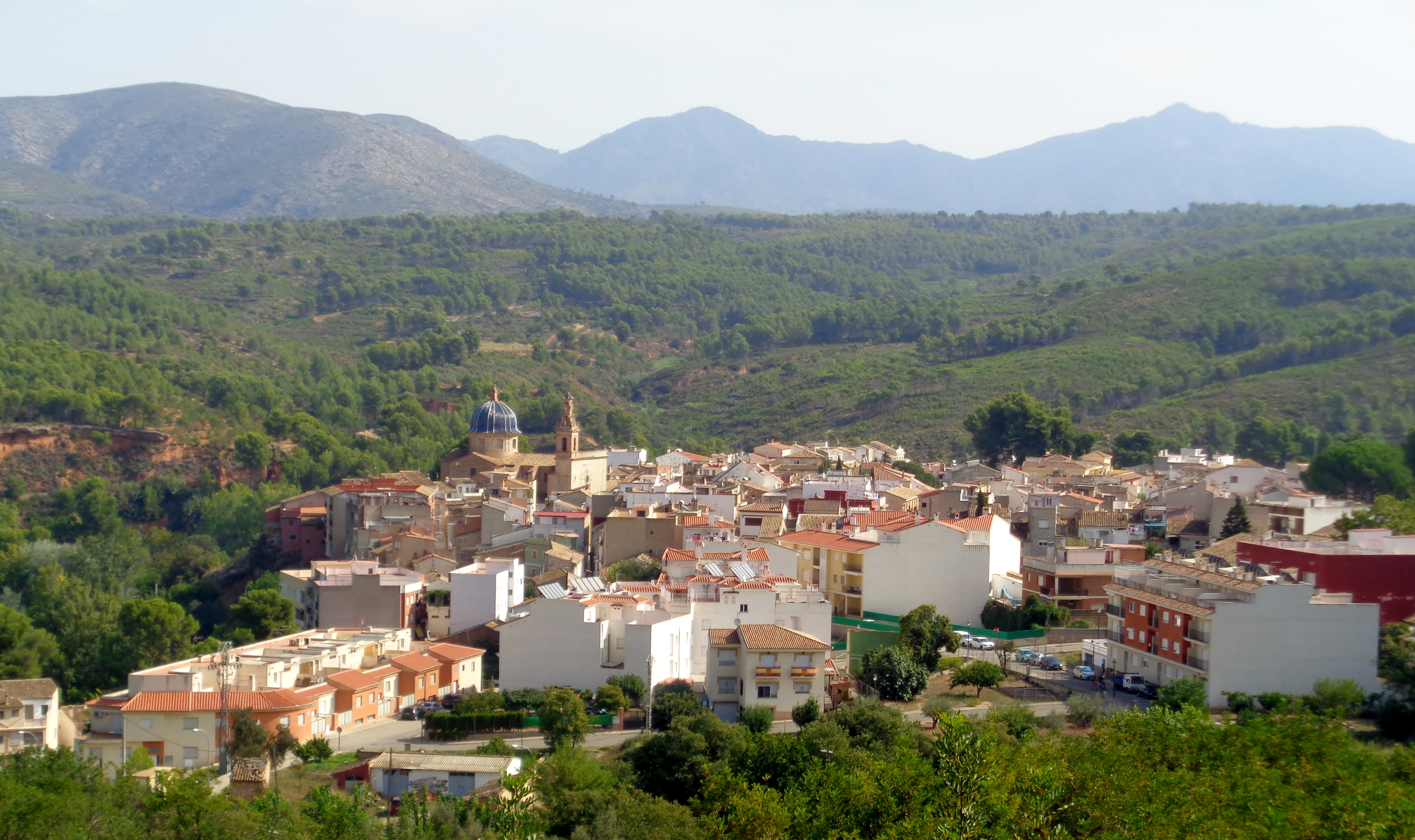
Vista del paese

Navajas è un comune spagnolo di 564 abitanti situato nella comunità autonoma Valenciana.